# 援助亲属民族战争
援助亲属民族战争（芬蘭語：Heimosodat）是在1918年—1920年及1921年—1922年间芬兰志愿者参与的发生在芬兰临近地区的武装冲突。芬兰政府在官方上并未参与这些远征行动，但约有9000名芬兰志愿者参加了战争。很多志愿者的动机是泛芬兰-乌戈尔主义、反布尔什维克、大芬兰主义或纯粹冒险意愿。在这些援助亲属民族战争中约有660名芬兰人战亡。
战争期间有些地区并入了芬兰，但只有愛沙尼亞獨立戰爭取得了真正的成果。1918年及1919年白海卡累利阿战争及奥努斯卡累利阿战争期间雷波拉和波拉耶尔维两市镇曾并入芬兰。英格里芬兰人起义中北英格里亞共和國在短期内由英格里芬兰人控制。这些战争止于1920年的《塔尔图和约》，除也有芬兰志愿者参与的东卡累利阿人起义之外。
这些战争后近两万东卡累利阿人和英格里芬兰人逃亡至芬兰。这导致了学术卡累利阿协会的成立。该协会维护芬兰国防及亲属民族关系、帮助东卡累利阿人，以及保存大芬兰主义的精神。东卡累利阿问题在1920年代初期困扰着芬兰及苏联两国关系。

The map shows Finland within the borders of the Grand Duchy. The areas in light red represent the territorial gains hoped for as part of a Greater Finland. A Three Isthmuses border would have drastically shortened the length of the border with Russia.